# 中咱镇
中咱乡，是中华人民共和国四川省甘孜藏族自治州巴塘县下辖的一个乡镇级行政单位。

## 行政区划
中咱乡下辖以下地区：
中咱村、仁德村、仁勉村、多差村、雪波村、洛玉贡村、下中咱村、里甫村、波郎村和松甫村。